# Siegfried von Gelnhausen
Siegfried von Gelnhausen (* im 13. Jahrhundert; † 19. Juli 1321 in Chur) war von 1298 bis 1321 Bischof von Chur.

## Leben
Siegfried, erstmals bezeugt 1289, stammte vermutlich aus der Gelnhäuser Patrizierfamilie Breidenbach. Er war Kanoniker in Aschaffenburg und Kaplan auf der Burg in Gelnhausen. Ab 1298 war er Protonotar der Mainzer Kanzlei, zwischen 1300 und 1316 ist er mehrfach als Generalvikar des Erzbistums Mainz belegt. 1298 wurde Siegfried Bischof von Chur. Er nahm mehrmals an Hoftagen der Könige Albrecht I. und Heinrich VII. teil. Heinrich begleitete er auf dessen Italienzug und war bei der Kaiserkrönung in Rom anwesend. 1300 gelang es ihm, die Reichsvogtei der Freiherren von Vaz über das Hochstift Chur zu beenden. Er weilte nur selten in seiner Diözese und ernannte 1310 den Dompropst Rudolf von Montfort zum Generalvikar. 1313 gründete er vor den Toren von Gelnhausen das Zisterzienserinnen-Kloster Himmelau.